# Зеранд (комуна)
Зеранд (рум. Zărand) — комуна у повіті Арад в Румунії. До складу комуни входять такі села (дані про населення за 2002 рік):
- Зеранд (1429 осіб) — адміністративний центр комуни
- Чинтей (1245 осіб)

Комуна розташована на відстані 410 км на північний захід від Бухареста, 37 км на північний схід від Арада, 78 км на північний схід від Тімішоари.

## Населення
За даними перепису населення 2002 року у комуні проживали 2674 особи.
Національний склад населення комуни:
| Національність | Кількість осіб | Відсоток |
| -------------- | -------------- | -------- |
| румуни         | 2432           | 90,9%    |
| цигани         | 226            | 8,5%     |
| угорці         | 6              | 0,2%     |
| українці       | 6              | 0,2%     |
| словаки        | 4              | 0,1%     |

Рідною мовою назвали:
| Мова       | Кількість осіб | Відсоток |
| ---------- | -------------- | -------- |
| румунська  | 2553           | 95,5%    |
| циганська  | 113            | 4,2%     |
| українська | 5              | 0,2%     |
| угорська   | 3              | 0,1%     |

Склад населення комуни за віросповіданням:
| Релігія       | Кількість осіб | Відсоток |
| ------------- | -------------- | -------- |
| православні   | 2396           | 89,6%    |
| п'ятдесятники | 207            | 7,7%     |
| баптисти      | 60             | 2,2%     |
| римо-католики | 11             | 0,4%     |